# David Rivas
David Rivas Rodríguez (født 2. december 1978 i Dos Hermanas, Spanien) er en spansk tidligere fodboldspiller, der spillede som midterforsvarer senest hos den spanske klub Huesca. Tidligere har han spillet i tolv sæsoner for Real Betis i hjemlandet. 
Han var i 2005 med til at vinde den spanske pokalturnering Copa del Rey med Real Betis. 

## Titler
Copa del Rey
- 2005 med Real Betis